# Saivinen
Saivinen är en sjö i Kiruna kommun i Lappland och ingår i Torneälvens huvudavrinningsområde. Sjön har en area på 0,0935 kvadratkilometer och ligger 306,1 meter över havet. Saivinen ligger i Torne och Kalix älvsystem Natura 2000-område.

## Delavrinningsområde
Saivinen ingår i det delavrinningsområde (754032-177064) som SMHI kallar för Mynnar i Saankijoki. Medelhöjden är 310 meter över havet och ytan är 0,95 kvadratkilometer. Det finns inga avrinningsområden uppströms utan avrinningsområdet är högsta punkten. Lainioälven som avvattnar avrinningsområdet har biflödesordning 4, vilket innebär att vattnet flödar genom totalt 4 vattendrag innan det når havet efter 322 kilometer. Avrinningsområdet består mestadels av skog (51 procent) och sankmarker (42 procent). Avrinningsområdet har 2,01 kvadratkilometer vattenytor vilket ger det en sjöprocent på 5,5 procent.